# 阿拉·波利亚科娃
阿拉·维克托罗芙娜·波利亚科娃（羅馬化：Alla Viktorovna Polyakova；1970年11月26日—）是俄罗斯政治人物、企业家和第八届国家杜马代表。 
从1990年代下半叶开始，波利亚科娃在不同的商业企业担任高级职位。2002 年至 2011 年间，她领导了一家名为“Solzhers”的主要纺织品批发供应商。2021年9月起担任第八届国家杜马代表。
据称波利亚科娃是前俄罗斯驻白俄罗斯大使（2018年—2019年）米哈伊尔·巴比奇的妹妹。
2019年，《福布斯》将波利亚科娃列入俄罗斯最富有的100名议员和公务员名单。

## 制裁
波利亚科娃于2022年因俄乌战争而受到加拿大和英国政府制裁。